# Дюкло, Пьер (кёрлингист)
Пьер Дюкло́ (фр. Pierre Duclos) — французский кёрлингист.
В составе мужской сборной Франции участник четырёх чемпионатов мира (лучший результат — пятое место в 1974) и чемпионата Европы 1976 (заняли пятое место). Чемпион Франции среди мужчин.
Играл в основном на позиции третьего.

## Достижения
- Чемпионат Франции по кёрлингу среди мужчин: золото (1974)[2][3].

## Команды
| Сезон   | Четвёртый  | Третий      | Второй       | Первый           | Турниры           |
| ------- | ---------- | ----------- | ------------ | ---------------- | ----------------- |
| 1973—74 | Пьер Дюкло | Раймон Буве | Морис Мерсье | Альдо Мерлин     | ЧМ 1974 (5 место) |
| 1974—75 | Андре Трон | Пьер Дюкло  | Анри Вёрлинг | Оноре Бранги     | ЧМ 1975 (6 место) |
| 1976—77 | Пьер Боан  | Андре Маббу | Пьер Дюкло   | Georges Panisset | ЧЕ 1976 (5 место) |
| 1976—77 | Пьер Боан  | Пьер Дюкло  | Оноре Бранги | Жан-Клод Гаше    | ЧМ 1977 (9 место) |
| 1977—78 | Пьер Боан  | Пьер Дюкло  | Оноре Бранги | Жан-Клод Гаше    | ЧМ 1978 (7 место) |

(скипы выделены полужирным шрифтом)